# Невраминова киселина
Невраминова киселина (5-амино-3,5-дидезокси-D-глицеро-D-галакто-нон-2-улозова киселина) е 9-въглероден монозахарид, производно на кетононоза. Невраминовата киселина може да се представи като продукт на алдолна кондензация между пируват и D-манозамин (2-амино-2-дезокси-манози). Невраминовата киселина не се среща свободно в природата, но множество нейни производни са широко застъпени както в животинските тъкани, така и при бактериите, особено в гликопротеините и ганглиозидите. N- или O- заместените производни на невраминовата киселина са известни с общото наименование сиалови киселини, като преобладаващата им форма при животинските клетки е N-ацетилневраминова киселина. Към амино-групата се закача или ацетилна, или гликонилна група. Хидроксилните заместители могат да варират в широки граници: ацетил, лактил, метил, сулфат и фосфат могат да бъдат открити.
Името „невраминова киселина“ е въведено от немския учен E. Klenk през 1941 г., тъй като е изолирана от мозъчни липиди..
Обикновено невраминовата киселина се обозначава като Neu, но тъй като остатъкът ѝ обикновено се среща с различни модификации, то те се обозначават допълнително, например N-ацетил-невраминова киселина (компонент на човешките гликопротеини) се означава като Neu5Ac.
Освен множеството си биологични функции, невраминовата киселина е и субстрат на ензима невраминидаза (невраминидаза). Човешкият грипен вирус съдържа невраминидаза, която се означава "H#N#", където H показва изоформата на хемаглутинина, а N показва изоформата на вирусната невраминидаза.